# Veljko Urošević
Veljko Urošević –en serbio, Вељко Урошевић– (Belgrado, Yugoslavia, 27 de febrero de 1978) es un deportista serbio que compitió en remo.
Ganó dos medallas de plata en el Campeonato Europeo de Remo, en los años 2007 y 2008. Participó en los Juegos Olímpicos de Atenas 2004, ocupando el séptimo lugar en la prueba de cuatro sin timonel ligero.

## Palmarés internacional
| Campeonato Europeo | Campeonato Europeo | Campeonato Europeo | Campeonato Europeo        |
| Año                | Lugar              | Medalla            | Prueba                    |
| ------------------ | ------------------ | ------------------ | ------------------------- |
| 2007               | Poznań (Polonia)   | Medalla de plata   | Cuatro sin timonel ligero |
| 2008               | Maratón (Grecia)   | Medalla de plata   | Cuatro sin timonel ligero |